# 156 (عدد)
156 هو عدد صحيح. طبيعي بين 155 و157

## في الرياضيات

### خصائص
- 156عدد زوجي
- 156عدد زائد
- 156 عدد مضلعي (12 أضلاع-53 أضلاع-...)